# 含水层储能系统
含水层储能系统（英語：Aquifer thermal energy storage）是一项将热能储存在地表下以及回收的节能技术。ATES被广泛应用在建筑物来提供加热和冷却的能源，通过地下水井从含水土层抽取和灌入地下水，实现储存和回收热能。ATES系统通常以季节性模式运作。地下水在夏季被抽取，使用热交换器将热量从建筑物转移到地下水，从而达到制冷的目的。随后，加热的地下水被注回到含水土层，形成了一个“地下热水库”。在冬季流向相反，加热的地下水被提取用于加热（通常与热泵联合运转）。因此，使用ATES系统将能量临时储存在地表下，可以缓解季节性变化的加热和冷却需求。在取代传统的依赖化石燃料加热和冷却系统的时候，ATES作为一种经济有效的技术可以减少建筑物的主要能源消耗和相应的二氧化碳排放。
在2009年丹麦哥本哈根举行的联合国气候变化大会里，世界上很多国家和地区都制定了关于保护全球气候变化的目标。欧盟同样也制定了自己关于减少温室气体排放，增加使用可持续发展能源和提高能源利用率的目标。由于ATES在帮助实现这些目标里是可以提供极大的贡献，因为大概40%左右的全球能量消耗是被用在建筑物里来供暖或者供冷，所以ATES被关注得越来越多，而ATES的数量也有了极大的增加，尤其是在欧洲。例如在荷兰，有报告预测在2020年的时候，ATES的数量会上升到差不多20,000。而这个数量的ATES系统可以帮助减少荷兰11%左右的总二氧化碳排放量。除了荷兰，比利时，德国，土耳其和瑞典等其他国家也有意增加ATES的应用。

## 系统类型
基本上，ATES系统由两个井组成（叫做双井式储能系统）。一个井用于储存热能量，另一个用于储存冷能量。在冬季，（热的）地下水从热井中抽取出来，灌入冷井中。在夏季流向相反，（冷的）地下水从冷井中抽取出来，灌入热井中。因为每个井都被用作抽取和灌入井，所以这个系统被叫做双向系统。还有一种单向系统，这种系统不切换泵送方向，因此被抽出的地下水的温度保持和普遍含水层的温度一致。虽然热能被储存在地表下，通常这些储存在含水层里的能源并没有被特意提取。
热能储存也可以通过，在地埋管换热器中循环一种流体来实现。这种系统通常由一个水平或垂直管道组成。由于这些系统不抽取或灌入地下水，和地下水层没有水的交换过程，所以它们被称为封闭系统，又被称为Borehole Thermal Energy Storage（BTES）或循环地源热泵系统。另外一种使用地下热能提供能量的应用叫做地熱能生产，它通常使用地下更深处的温度更高的地热。

## 发展历史
在20世纪60年代，中国首次提出将热能储存在含水层中。之后大量的地下水被提取，用于提供工业设施的冷却。这也导致了大量的地面沉降。为了抑制地面沉降，冷的地表水被注如回到含水层。之后的观察发现，所存储的水在被灌入之后仍保持低温，可以用于工业冷却。含水层中的热能储存，在20世纪70年代被进一步的研究，大量的野外实验和可行性的研究在法国，瑞士，美国和日本开展。尽管ATES系统在全世界的数量和大小并没有正式的统计信息，荷兰和瑞士被普遍认识处于领导地位，尤其是在在其市场应用方面。2012年，瑞典大约有104 ATES系统，提供110兆瓦的总容量。同年，有2740 个ATES系统在荷兰建设，大约提供1103万千瓦的总容量。

## 典型特征
应用在商业、办公等大楼里的ATES系统中, 普遍使用的抽、灌井流量大概在20-150立方时。一年中，每口井的地下水存储和回收的总额在10000到150000立方米之间。ATES应用的深度通常在地表下20到200米之间。这个深度的温度非常接近年平均地表温度。在温和气候地区，地表温度大约10摄氏度。在这些地区中，冷井大约在5到10摄氏度，热井大约在10到20摄氏度。也有少量的工程项目报道，热量被存储在80摄氏度以上。

## 水文地质限制
通过使用ATES节约能源，很大程度上依赖于建设地点的地质。最重要的是，ATES需要一个合适的含水层，能够接收并产生水。因此，通常选择厚的（>10米）沙质含水层。在储存过程中，天然地下水流可以输送（一部分的）井捕获区之外的存储能量。为了减少对流热量损失，具有低水力梯度的含水层是首选。另外，需要避免将ATES应用在拥有不同地质化学条件的土层里。因为由于ATES的运行， 这些在不同地址化学条件土层里的地下水会混合在一起，某些氧化还原反映可能会进行，从而有可能会使双井堵塞，最终导致ATES运行效率的降低和维护维修费用的上升。

## 法律规范
对于浅层地热装置（<400米）的法律规范在各个国家都不相同。对于井的安装条例，规定了对于危险材料的使用和钻孔的正确回填，从而避免含水层之间的水力短路。另外还有其他法规，涉及到保护提供饮用水源的地下水域。一些国家规范了最低和最高储存温度限制，例如奥地利（5-20摄氏度），丹麦（2-25摄氏度），荷兰（2-25摄氏度）。还有一些国家规定了地下水温的最大变化范围，比如瑞士（3摄氏度），法国（11摄氏度）。

## 与氯化乙烯的干扰
现在ATES是不允许应用在受污染的含水层，因为人们担心ATES的运作会造成地下水污染物的扩散，进而导致作为重要饮用水来源的地下水的质量降低，特别是在城市地区。尽管有规范来防止ATES和地下水污染物的相互干扰，但是考虑到ATES数量的极快上升和原位治理相对缓慢的进度，ATES和污染物在含水层的遭遇还是在逐步上升。其中作为常见的地下水污染物，氯化乙烯因为普遍存在和ATES系统相似的地下深度，它对ATES的干扰是最有可能的。而且当氯化乙烯以重非水相液体（DNAPLs）存在时，ATES对其可能造成的增加溶解作用会使地下水质量问题变得更严重。

## 在污染地区应用的可能性

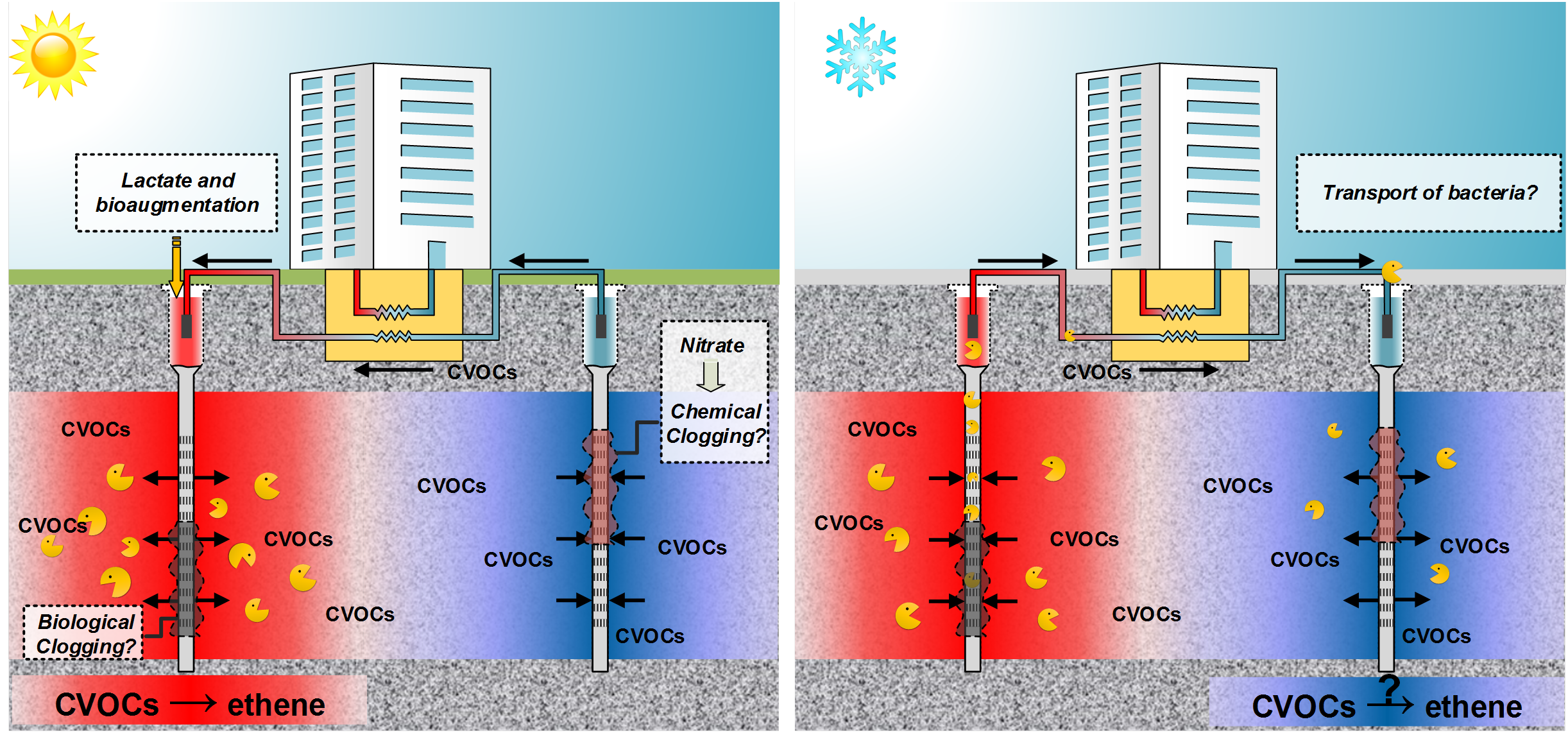
ATES-ENA系统内相关反应步骤的说明.

那些ATES和下水污染物氯化乙烯相互干扰可能性也被看成是一个关于可持续发展能源技术的利用和地下水可持续发展管理相结合的机会。2009年，荷兰一个名为“更多的利用潜在含水层能源”（Meer met Bodemenergie，MMB）的项目第一次提出关于ATES和强化生物修复相结合的概念。而且这其中的科学性和实用性是这个有前景性的结合概念的存在的基础。其中包括：热井周围上升的温度可以增强氯化乙烯的还原脱氯作用。虽然冷井的低温度会抑制生物降解，但是由于ATES的季节性运作，污染物可以从冷井被移动到热井进而被降解。另外这个季节性运作还可以对含水层的环境条件起到均匀化作用。而ATES也可以作为一种强化生物修复的工程工具，例如可以用来灌入电子提供载体或者微生物来促进还原脱氯作用。最后，ATES 30年的有效使用限期也和原位生物修复的长期性也很适合结合。

## 社会影响
ATES和促进自然生物降解的结合理念（ATES-ENA）大有可能可以在荷兰和中国里，尤其是在城市范围内广泛应用。这些城市区域都普遍存在有机地下水污染物。而按目前的情况来说，这个结合技术在荷兰有可能会更快一些地被应用，因为ATES的技术与应用在荷兰已经比较成熟。而且荷兰存在的ATES和地下水污染物相互重叠的情况也使得这个结合技术应用的需求加快。但对于中国来说，即使中国在ATES方面的反正落后于荷兰，但是优势在于在真正实施技术之前，可以建立更多的试验性的大型项目来更全面的研究，还有因为相对于荷兰没有很紧张的地下水层利用，这个结合系统在中国的应用可以更灵活些。对于将来可持续城市发展，ATES-ENA结合技术可以为同时解决能源和环境问题带来贡献。